# جوني بول كوروما
الرائد جوني بول كوروما (9 مايو 1960 – 11 أغسطس 2003) هو ضابط عسكري سيراليوني، شغل منصب رئيس المجلس العسكري المؤقت الذي حكم البلاد من 25 مايو 1997 حتى 6 فبراير 1998، وانتهت فترة حكمه بانقلاب أحمد تيجان كبه عليه.